# 氯酸銣
氯酸銣（英文：rubidium chlorate）是一種無機化合物，屬於氯酸鹽，由氯、銣、氧組成，為一種鹽類，其化學式為RbClO3。

## 制備
可由硫酸銣和氯酸鋇反應制得
Rb2SO4 + Ba(ClO3)2 → 2RbClO3 + BaSO4↓ 

## 性質
下面將詳細介紹氯酸銣的性質：

### 物理性質
下面將介紹氯酸銣的溶解度和晶體結構：

#### 溶解度
氯酸銣在水中的溶解度隨溫度增加而增加
| RbClO3在水中的溶解度 |       |      |      |    |       |       |       |     |
| 溫度[°C]             | 0     | 8    | 19.8 | 30 | 42.2  | 50    | 76    | 99  |
| 溶解度[g/l]          | 21.38 | 30.7 | 53.6 | 80 | 124.8 | 159.8 | 341.2 | 628 |

#### 晶體結構
氯酸銣的晶體結構為三方晶系，空間群為R3m，晶格參數為a =608.9 pm和c=817.4 pm，在晶胞包含三個單位

### 化學性質
加熱時氯酸銣會分解成氯化銣和氧氣
2RbClO3 → 2RbCl + 3O2↑ 